# صخلود
صُلْخُود أو سليلة (الاسم العلمي Corbicula)، هو جنس حيوانات مائية من الرخويات صفيحيات الخياشيم والأرجل ومن فصيلة السيرينيات. أنواعه المعروفة نحو 100 بعضها نهري والبعض الآخر يألف الأخوار في جميع مناطق البلاد الحارة. أصدافه معتدلة الحجم أو صغيرة، شبه قعية الشكل، مقعرة القنن، متباينة الألوان، مغشاة بالأخضر أو البني. مثاعبها ثنائية طليقة معتدلة الطول. تعيش مغمونة في الاسمال.